# Zombie Strippers
Zombie Strippers is een Amerikaanse film uit 2008 van Jay Lee met Robert Englund en Jenna Jameson. De film is, voor wat betreft het politiek satirische element, losjes gebaseerd op het toneelstuk Rhinoceros van Eugène Ionesco.

## Verhaallijn
De film begint met een nieuwsbericht waarin duidelijk wordt dat de film zich afspeelt in de nabije toekomst, waarin George W. Bush voor een vierde termijn herkozen is, het Amerikaanse Congres ontbonden is, publieke naaktheid verboden is en de Verenigde Staten oorlog voeren in Frankrijk, Irak, Afghanistan, Iran, Pakistan, Syrië, Venezuela, Canada en Alaska. Door het aantal oorlogen dat er gevoerd wordt dreigt een tekort aan soldaten. Een geheim laboratorium, onder leiding van Dr. Chushfeld (Brad Milne), in het fictionele stadje Sartre in Nebraska heeft een virus ontwikkeld dat doden terug tot zombies wekt, zodat overleden soldaten terug naar het oorlogsfront gestuurd kunnen worden.
Het virus raakt echter verspreid onder proefpersonen en laboratoriummedewerkers en dreigt zich te verspreiden. Een legerteam genaamd Z-squad krijgt de opdracht om de zombies te vernietigen en een uitbraak te voorkomen. Voor hun missie worden ze geïnformeerd door Dr. Chushfeld die beweert dat de zombies gedood kunnen worden door een sterke elektromagnetische puls of door de Medulla oblongata te verwijderen. Een schot door de hersenen is ook effectief, maar tijdens de missie blijkt dat de elektromagnetische puls onwerkzaam is. De groep trekt zich daarom terug, waarbij soldaat Byrdflough (Zak Kilberg) gebeten wordt. Nadat hij er getuige van is dat zijn teamleden een gebeten overlevende in koelen bloede neerschieten, ontvlucht hij het terrein en komt hij terecht in de even verderop gelegen stripclub Rhino's, uitgebaat door Ian Essko (Robert Englund), waar hij sterft en ontwaakt als een zombie.
In de stripclub arriveert op datzelfde moment een nieuwe danseres, Jessy (Jennifer Holland), die voorgesteld wordt aan de sterdanseres Kat (Jenna Jameson). Jessy vertelt dat ze wil gaan strippen om geld bijeen te zamelen om haar grootmoeders operatie te betalen. Tijdens een optreden wordt Kat gebeten door Byrdflough, waarna ze ontwaakt als een zombie die, verrassend genoeg, een nog betere stripper blijkt te zijn dan toen ze nog leefde, tot groot ongenoegen van de andere danseressen die geen aandacht meer krijgen van de klanten. Steeds meer danseressen laten zich bijten door zombies om zelf ook zombie te worden. Essko begrijpt al snel de potentie hiervan en ziet zijn stripclub uitgroeien tot een succesvolle onderneming.
Tijdens private sessies worden de klanten gebeten en verorberd door de zombiestrippers. Klanten die in zombies veranderen worden door Essko opgesloten in een kooi. Uiteindelijk ontsnappen deze zombies en overspoelen ze de stripclub. Terwijl Kat en de ondergewaardeerde Jeanni (Shamron Moore) een ultiem gevecht houden om de sterdanseres te worden, vechten de overige klanten en het personeel van de club voor hun leven. Wanneer de situatie uitzichtloos lijkt valt het Z-squad binnen, dat alle zombies uitschakelt. Essko (inmiddels ook een zombie) wordt gevangengenomen om in het laboratorium als testobject te dienen. Het Z-squad komt er echter achter dat de zombieuitbraak opgezet spel was, ten bate van zekere "economische belangen".  Het Z-squad verlaat de stripclub en Dr. Chushfeld, die met een paar van zijn medewerkers achterblijft, opent een vuilniszak met lichaamsdelen. Terwijl de aftiteling begint, is te horen dat hij wordt aangevallen door het hoofd van een zombie uit de vuilniszak.

## Rolverdeling
| Acteur           | Personage     |
| ---------------- | ------------- |
| Jenna Jameson    | Kat           |
| Robert Englund   | Ian Essko     |
| Roxy Saint       | Lillith       |
| Joey Medina      | Paco          |
| Shamron Moore    | Jeannie       |
| Penny Vital      | Sox           |
| Whitney Anderson | Gaia          |
| Jennifer Holland | Jessy         |
| Jeannette Sousa  | Berenge       |
| Carmit Levité    | Blavatski     |
| Brad Milne       | Dr. Chushfeld |
| Johnny Hawkes    | Davis         |
| Jessica Custodio | Kwan          |
| Laura Bach       | Sassy Sue     |